# Subtyp (pedologie)
Subtyp je kategorizační jednotka Taxonomického klasifikačního systému půd ČR. Půdy jsou řazeny do subtypů dle typických projevů půd a přítomnosti dalších (menších) diagnostických horizontů. U mladých půd, kde chybí menší diagnostické horizonty se rozlišují subtypy dle vizuálních znaků (např. půdní zrnitost). Vyšší půdní jednotkou je půdní typ, nižší pak varieta. Názvy subtypů se tvoří přídavným jménem v mužském nebo ženském rodě. Nikdy nestojí samostatně, ale vždy se pojí s názvem půdního typu (např. regozem psefitická, ranker andozemní, kultizem zavážková). Jsou označovány většinou malými písmeny (nazývané indexy), výjimečně pak jedním písmenem velkým. Zvláštním případem je subtyp typický/typická s indexem m, který charakterizuje půdní typ. Píšeme pak „regozem“ namísto „regozem typická“ (tedy pouze „LI“ namísto „LIm“) či pouze „ranker“ namísto „ranker typický“ (tedy pouze „RN“ namísto RNm).

## Subtypy a jejich charakteristika
- typický (m) -
- psefitický (f) -
- arenický (a) -
- pelický (p) -
- kambizemní (K) -
- andozemní (m) -
- podzolový (p) -
- litický (l) -
- tanglový (t) -
- sutinový (s) -
- rubefikovaný (r) -
- hnědozemní (h) -
- černicový (č) -
- slancový (c) -
- glejový (g) -
- organozemní (o) -
- luvizemní (l) -
- pseudoglejový (g) -
- rendzinový (d) -
- eutrofní (e) -
- primární (P) -
- stagnoglejový (s) -
- solodový (d) -
- zahradní (z) -
- rigolovaný (r) -
- terasovaný (t) -
- skrývkový (s) -
- haldový (h) -
- zavážkový (v) -
- imisní (i) -

## Příklad klasifikace půd s vyznačením subtypů včetně indexu
- Skupina půd ochrických
  - litozem (LI)
    - litozem typická (LIm)
      - litozem typická karbonátová

  - regozem (RM)
    - regozem typická (RMm)
      - regozem typická karbonátová

    - regozem psefitická (RMf)
    - regozem arenická (RMa)
    - regozem pelická (RMp)
- Skupina půd melanických
  - ranker (RN)
    - ranker typický (RNm)
      - ranker typický nasycený

    - ranker kambizemní (RNK)
    - ranker andozemní (RNm)
    - ranker podzolový (RNp)